# Mario Brenta
Mario Brenta (Venezia, 17 aprile 1942) è un regista, sceneggiatore e direttore della fotografia italiano.

## Biografia
Ha esordito nel mondo del cinema come aiuto regista di Eriprando Visconti nel 1962, per Una storia milanese.
Da allora collabora con svariati registi, ma l'incontro più importante è senza dubbio quello con Ermanno Olmi, che lo influenzerà a tal punto che nel 1981 gli dedicherà un documentario, Effetto Olmi, girato durante la lavorazione di Camminacammina, selezione italiana al festival di Locarno. Con Olmi sarà fra i fondatori di Ipotesi Cinema, progetto di scuola di cinema.
Il suo primo film da regista è del 1974, Vermisat. È un successo di critica, e raccoglie una messe di premi: Selezione Ufficiale al festival di Venezia 1974‚ e poi l'anno successivo Premio Grolla d'Oro a Saint-Vincent e Premio Speciale della Giuria, ex aequo con Prima pagina di Billy Wilder al Festival internazionale di Valladolid.
Come per il suo maestro Olmi, anche Brenta fa passare molto tempo tra un film e l'altro. In queste "pause", molte sono le collaborazioni con numerose reti televisive, non solo italiane: RAI, arte, France 2, solo per citare le principali.
Il suo successivo lungometraggio, Maicol (1988), vinse il Gran premio della giuria "Film et Jeunesse" al festival di Cannes e il premio "G. Sadoul" come miglior film straniero a Parigi.
Un'altra opera di Brenta è stata in concorso a Cannes nel 1994: Barnabo delle montagne, tratto da un racconto di Dino Buzzati. Questa pellicola ha vinto il Festival internazionale film della montagna di Trento ed il Cinemed di Montpellier, oltre a valere a Brenta il premio di Miglior Regista e il premio della Critica Internazionale al Festival de Gramado.
Assieme a Karine de Villers, è tornato dietro la macchina da presa per dirigere i documentari Calle de la Pietà (2010), sull'ultimo giorno di vita di Tiziano Vecellio, Agnus Dei (2012), Corpo a corpo (2014), sul teatro di Pippo Delbono, Gran Premio Art Film Festival di Praga e Delta Park (2016).
Dal 2020 passa sotto la produzione di Antropotopia, iniziando la collaborazione con il documentario Vanitas (premiato con lo Special Jury Prize "Averroès" al Festival International Cinéma et Philosophie de Fès) e proseguendo nel 2021 con il documentario Isole.
Ha insegnato Teorie e tecniche del linguaggio cinematografico all'Università di Padova ed a Cinecittà alla scuola di cinema romana Act Multimedia.

## Filmografia

### Regia
- Vermisat (1975)
- Effetto Olmi (1982) - documentario
- Jamais de la vie! (1983) - documentario
- Robinson in laguna (1985) - documentario
- Maicol (1989)
- Barnabo delle montagne (1994)
- Calle de la Pietà - documentario (assieme a Karine de Villers) (2010)
- Agnus Dei - documentario (assieme a Karine de Villers) (2012)
- Corpo a corpo - documentario (assieme a Karine de Villers) (2014)
- Delta Park - documentario (assieme a Karine de Villers) (2016)
- Il sorriso del gatto - documentario (assieme a Karine de Villers) (2018)
- Vanitas - documentario (assieme a Karine de Villers) (2020)
- Isole - documentario (assieme a Karine de Villers) (2021)

### Sceneggiatura
- Vivere a Los Angeles, regia di Carlo Tuzii (1971)
- Tutte le domeniche mattina, regia di Carlo Tuzii (1972)
- Vermisat (1975)
- L'uomo dei venti, regia di Carlo Tuzii (1975)
- Istantanea per un delitto, regia di Mario Imperoli (1975)
- Barnabo delle montagne (1994)
- Segui le ombre, regia di Lucio Gaudino (2004)
- Calle de la Pietà (2010)
- Corpo a corpo (2014) (assieme a Karine de Villers)
- Delta Park (2016) (assieme a Karine de Villers)

### Direzione della fotografia
- Il Napoléon di Abel Gance, regia di Francis Ford Coppola (1982)
- Otto incontri con Robert Altmann, regia di Andrea Andermann (1982)
- Gli ultimi, regia di Piermaria Formento (1986)
- Calle de la Pietà (2010)
- Agnus Dei (2012)
- Corpo a corpo (2014)
- Delta Park (2016)

### Supervisione
- Giorni di sangue ho passato a combattere (2015)